# لنز کانن ئی‌اف ۵۰۰میلی‌متر
لنز کانن ئی‌اف ۵۰۰میلی‌متر (به انگلیسی: Canon EF 500mm lens) نام لنز دوربین عکاسی از نوع ثابت است که توسط شرکت کانن تولید می‌شود. فاصلهٔ کانونی این لنز ۵۰۰ میلی‌متر و ضریب اف آن اف ۴ تا اف ۳۲ است.